# Cornelio Severo
Cornelio Severo (in latino Cornelius Severus; Roma, ... – 8 d.C. circa ?) è stato un poeta romano dell'età augustea, più propriamente della fine di essa.

## Biografia
Di Cornelio Severo non abbiamo notizie biografiche, se non qualche accenno in Ovidio, in un catalogo dei poeti noti della sua epoca, il che lo situa quantomeno nella tarda età augustea.
In effetti, Ovidio ebbe con Severo ottimi rapporti, indirizzandogli lettere dall'esilio, ancora negli ultimi anni della sua vita, chiedendogli di continuare a inviargli in lettura le sue opere.

## Res Romanae
Di lui ci rimane la menzione di un poema noto sotto vari titoli: Ovidio parla di un carmen regale, mentre Quintiliano di Bellum Siculum in più libri e Probo di Res romanae: di tale poema non è precisabile l'estensione e l'argomento, anche se il frammento più lungo rimanda alle guerre civili.
Infatti Seneca il Vecchio ci tramanda un frammento sulla morte di Cicerone e sullo strazio del suo corpo: da esso e dai frammenti restanti risulta come in Severo fosse importante l'uso della retorica (elemento che influenzò anche Lucano) che viene inserita per la prima volta nella poesia epica. 
Per il resto, pare, anche dal giudizio sfavorevole di Quintiliano, che Cornelio Severo avesse uno stile solenne ed arcaizzante, di livello costantemente teso, ma che, dai frammenti superstiti, appare piuttosto diseguale: dalla qualità quasi prosaica del frammento sulla morte di Cicerone si passa ad un colore arcaizzante, anche se con epiteti banali. In altri frammenti mostra un tono moraleggiante e declamatorio - confermato, tra le righe, dall'aggettivo disertus datogli da Seneca il Vecchio nel riportarne il brano su Cicerone -, che sembra precorrere Lucano e che, comunque, mostra come Quintiliano avesse ragione nel definirlo più versificatore che poeta.